# Alphonse Elric
Alphonse Elric (jap. アルフォンス・エルリック Arufonsu Erurikku) – postać fikcyjna, protagonista mangi i anime Fullmetal Alchemist. Jest alchemikiem i bratem Edwarda Elrica. W obu wersjach anime głosu użycza mu Rie Kugimiya.

## Opis postaci
Alphonse urodził się w 1900 roku w Resembool, jako syn Van Hohenheima i Trishy Elric. Po odejściu Van Hoheheima, Trisha sama wychowywała synów, jednak w 1904 roku zmarła na chorobę zakaźną. Al, podobnie jak Ed od dziecka interesował się alchemią i wkrótce potem razem wyruszyli w podróż, w czasie której poznali Izumi Curtis. Kobieta, mieszkająca w Dublith na południu wraz z mężem Sigiem, zostaje ich nauczycielką alchemii. Jako element treningu, obaj musieli przeżyć miesiąc na bezludnej wyspie, bez możliwości używania alchemii. Po powrocie do Resembool, w 1910 bracia Elric przeprowadzają zakazaną transmutancję ludzkiego ciała, chcąc przywrócić matkę do życia. Przedsięwzięcie kończy się jednak niepowodzeniem – wskrzeszone ciało (niepodobne do człowieka) natychmiast umiera, natomiast bracia za złamanie tabu – stają przed „Prawdą”. W wyniku tego Ed, traci lewą nogę, natomiast Al – całe ciało. Wówczas Edward poświęca swoją prawą rękę, aby przywołać duszę brata, do stojącej nieopodal zbroi. Pozostając w takiej formie, Alphonse nie odczuwa głodu, potrzeby snu, ani bólu i może żyć, dopóki istnieje znak na zbroi, namalowany krwią Edwarda. Po tym zdarzeniu bracia udali się do zaprzyjaźnionej rodziny Rockbellów, gdzie Winry wykonała protezy dla Eda. W rok po tych wydarzeniach, 3 października 1911 bracia spalili swój dom i wyruszyli poszukiwać sposobu na odzyskanie dawnych ciał.
Od tej chwili bracia szukają kamienia filozoficznego, dzięki któremu mogliby odzyskać ciała. Udaje mi się zdobyć informacje o nim, od doktora Marcoh, który kiedyś nad nim pracował. Niebawem trafiają na ślady homunkulusów, mając nadzieję, że dzięki ich nieśmiertelności zdołają także osiągnąć swój cel. Po starciu z Greedem, Alphonse odzyskuje wspomnienia po otwarciu Bramy i ujrzeniu „Prawdy” i od tej chwili jest w stanie transmutować bez rysowania kręgu. Wkrótce na swojej drodze spotykają podróżników z Xing – Ling, Lan Fan i Fu, którzy stają się ich sojusznikami. Niebawem dowiadują się, że armia jest kontrolowana przez homunkulusy, a dowodzi nimi Ojciec, który jest podobny do Van Hohenheima. Aby przeciwstawić się homunkulusom, a także aby znaleźć May Chang (dziewczynkę posługującą się danchemią – leczniczą alchemią), Al i Ed wyruszają na północ i trafiają do fortecy Briggs, dowodzonej przez generał Olivier Mirę Armstrong. W tym czasie zbroja zaczyna odrzucać duszę Ala, co może doprowadzić do jego śmierci. Al zostaje także oddzielony od brata, przez pewien czas wędrując z grupą Scara, a następnie trafia do Liore, gdzie potyka się ze swoim ojcem. W lesie obok miasteczka, dochodzi także do konfrontacji z Pride'm. Alphonse obmyśla wówczas plan, polegający na tym, że Hohenheim ma utworzyć z ziemi wielkie więzienie, w którym mają się znaleźć Pride i Al. Ma to na celu przeczekanie Sądnego Dnia, jednak Pride'owi na pomoc przychodzi Solf Kimblee i uwalania go. Będąc w trudnym położeniu, młodszy z braci Elric podejmuje decyzję, aby skorzystać z mocy kamienia filozoficznego, by stawić czoło Kimbleemu i Pride'owi, a także uleczyć rannego Heinkela. Dzięki pomocy dra Marcoh udaje mu się pokonać Kimblee'go, a ucieczkę przed Pride'm umożliwia Yoki. Sam Alphonse nie może zostać zabity, ponieważ jest kandydatem na „ofiarę”. Podczas końcowej walki z Ojcem, kiedy życie Eda jest zagrożone, Al, z pomocą May, przeprowadza transmutancję swojej duszy (niszcząc zbroję i powracając do prawdziwego ciała za Bramą Prawdy) i dzięki temu przywraca bratu jego prawdziwą rękę. Aby przywrócić Ala do życia, Ed poświęca własną Bramę, tym samym zrzekając się umiejętności alchemicznych. Po odzyskaniu ciała bracia wracają do Resembool, a po dwóch latach Alphonse wyjeżdża do Xing, aby dowiedzieć się więcej o danchemii. 

## Odbiór
Alphonse Elric w 2003 roku, w cyklu Anime Grand Prix został sklasyfikowany na 12. miejscu w kategorii najlepsza postać męska. Według rankingu popularności Gekkan Shōnen Gangan Alphonse został trzecią najpopularniejszą postacią mangi Fullmetal Alchemist.